# Hubert Gralka
Hubert Gralka (ur. 15 września 1922 w Nowym Bytomiu, zm. 25 lipca 2013 w Braunlage) – polski lekkoatleta, płotkarz i sprinter, później trener lekkoatletyczny.
Był wicemistrzem Polski w biegu na 400 metrów przez płotki w 1951 oraz brązowym medalistą w biegu na 400 metrów w 1951 i w 1952 oraz w biegu na 400 metrów przez płotki w 1952. 
W latach 1950–1952 wystąpił w sześciu meczach reprezentacji Polski (10 startów), bez zwycięstw indywidualnych. Pracował przy organizacji w marcu 1975 roku w Katowicach halowych mistrzostw Europy.
Rekordy życiowe:
- bieg na 200 metrów – 22,6 (1 lipca 1951, Katowice)
- bieg na 400 metrów – 49,8 (28 czerwca 1952, Kraków)
- bieg na 110 metrów przez płotki – 16,0 (24 maja 1952, Warszawa)
- bieg na 200 metrów przez płotki – 25,4 (12 lipca 1953, Wałcz)
- bieg na 400 metrów przez płotki – 55,9 (31 maja 1952, Lipsk)

Był początkowo zawodnikiem Zjednoczenia Zabrze, a w 1948 został jednym z czterech założycieli nowego klubu – Górnika Zabrze.
Już podczas wyczynowego uprawiania lekkoatletyki rozpoczął pracę trenera (w 1951). Był m.in. trenerem kadry olimpijskiej w biegu na 400 metrów przez płotki (1958-1962). Był również działaczem Górnika Zabrze, m.in. wiceprezesem tego klubu do spraw lekkoatletyki.
Opublikował książki Trening płotkarza (1962) i Biegi przez płotki (1964).
Zmarł w Niemczech.